# 北条政頼
北条 政頼（ほうじょう まさより）は、鎌倉時代中期の北条氏の一門。第5代執権・北条時頼の子で、第8代執権・北条時宗の弟に当たる。通称は六郎（ろくろう）。生没年や生母に関しては不明。『吾妻鏡』では2回だけ登場する。1266年、宗尊親王が北条政村の屋敷から御所へ移る際、伊賀朝房と共に馬の牽引を担当した他、同年将軍が京都へ帰還する際、供奉人として付き従ったことが記述される。
『吾妻鏡』に登場する「六郎政頼」は、政村の子にも同名の人物がおり、こちらではないかという推測もある。さらには時頼の子であるという確証がなく、本当に時頼の子の政頼であるのか判然としないと指摘し、その実在を疑問視する見解もある。父によって領地である信濃国良田郷に地頭として派遣され、弘長元年（1261年）に同地で没したとの説がある。